# Field Music Play…
Field Music Play… je kompilační album anglické skupiny Field Music. Vydáno bylo dne 1. října 2012 společností Memphis Industries. Obsahuje celkem osm coververzí písní různých autorů, včetně Leonarda Cohena, Johna Calea či kapely Pet Shop Boys (jako jediná je zde zastoupena dvěma písněmi). Písně byly nahrány v období let 2008 až 2012.

## Seznam skladeb
| Pořadí | Název                       | Autor                    | Délka |
| ------ | --------------------------- | ------------------------ | ----- |
| 1.     | Terrapin                    | Syd Barrett              | 2:41  |
| 2.     | Born Again Cretin           | Robert Wyatt             | 3:21  |
| 3.     | Heart                       | Neil Tennant, Chris Lowe | 3:42  |
| 4.     | If There Is Something       | Bryan Ferry              | 4:39  |
| 5.     | Suzanne                     | Leonard Cohen            | 4:04  |
| 6.     | Don't Pass Me By            | Richard Starkey          | 4:08  |
| 7.     | Fear Is a Man's Best Friend | John Cale                | 3:48  |
| 8.     | Rent                        | Neil Tennant, Chris Lowe | 4:20  |